# Serafín Castellano
Serafín Castellano Gómez (Benisanó, 2 de agosto de 1964) es un abogado y político español, militante del Partido Popular.

## Biografía
Nacido el 2 de agosto de 1964 en Benisanó, provincia de Valencia, ha sido consejero de la Generalidad Valenciana en los distintos gobiernos del PP desde 1999 hasta 2014, alcalde de Benisanó entre 1991 y 1999, diputado del Grupo Popular por Valencia en las legislaturas de las Cortes Valencianas III, IV, V, VI, VII y VIII; así como Síndico del Grupo Popular en las Cortes Valencianas (2003-2007) y Secretario General del partido (2012-2014).
También ha sido Delegado del Gobierno en la Comunidad Valenciana entre junio de 2014 y mayo de 2015, cuando cesó en el cargo tras su detención como presunto implicado en un caso de corrupción.